# Jelizaveta Tjernisjova
Jelizaveta Tjernisjova, född den 26 januari 1958 i Nizjnij Tagil, är en sovjetisk före detta friidrottare som tävlade i häcklöpning.
Tjernisjovas främsta merit är från inomhus-VM 1989 i Budapest då hon vann VM-guld på 60 meter häck på tiden 7,82. Tiden var även mästerskapsrekord på distansen och stod sig fram till Gail Devers noterade 7,81 vid inomhus-VM 2003.

## Personliga rekord
- 60 meter häck - 7,82 från 1989
- 100 meter häck - 12,68 från 1989